# Paisa
Le paisa (aussi sous le nom de pice, pesa, poysha, poisha et baisa par traduction sonographique) est une unité monétaire dans de nombreux pays. Le mot est également généralisé pour la richesse en général. En Inde, au Népal, et au Pakistan, le paisa est égal, actuellement à 1⁄100 d'un roupie. Au Bangladesh, le poysha est égal à 1⁄100 d'un Taka. Et à Oman, le baisa est égal à 1⁄1000 d'un Rial omanais.

## Étymologie
Le mot paisa vient du terme Sanskrit padāṁśa (पदांश, unité de base), qui signifie "quart de partie de base" depuis le mot pada (पद) "pied ou quart ou base" et aṁśa (अंश) "part ou unité". Ce sont tous des mots qui se referrent à l'argent, d'où leur emploi dans le monde monétaire,. Le pesa a également été utilisé dans les colonies au Kenya. Le terme basique pour l'argent en Birman est paiksan ((my)). C'est un mot dérivé depuis le terme Hindi paisa (पैसा).

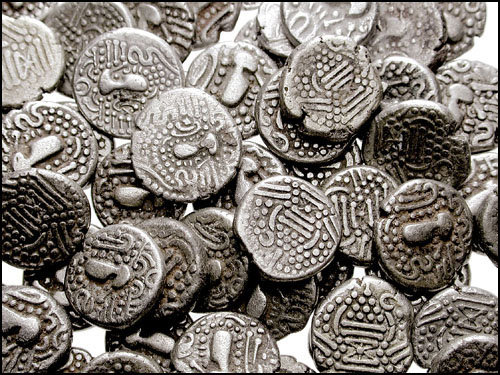
Des Chaulukyas datant du. Lot de soixante-huit AR 'Gadhaiya Paise'

## Histoire
Les pièces de la dynastie Chalukya étaient assez souvent appelés "Gadhaiya Paise" (aux IXe et Xe siècles). Jusqu'aux années 1950 en Inde et au Pakistan (et avant 1947 dans les Indes Britanniques), le paisa équivalait à 3 pies (en), soit 1⁄4 d'un anna, ou encore 1⁄64 d'un roupie. Après la transition depuis une monnaie non décimale à une monnaie décimale, le paisa équivalait alors 1⁄100 d'un roupie et était connu sous le nom de naya paisa ("nouvelle paisa") pendant plusieurs années pour le distinguer de l'ancienne paisa qui équivalait désormais à 1⁄64 d'un roupie.

## Terminologie
En Hindi, Bengali, Dari, Urdu, Népalais et bien d'autres langues, le mot "Paisa" signifie assez souvent argent ou argent liquide ("cash"). Certaines routes médiévales passant par la Mer Arabique, entre l'Inde et les régions du Proche-Orient ainsi que l'Afrique de l'Est ont déployé l'usage de ce mot dans l'Inde. Le mot "pesa" quant à lui, se réfère à l'argent dans les langues d'Afrique de l'Est comme le Swahili. Un ancien service de paiement mobile au Kenya se nommait d'ailleurs M-Pesa, ce qui signifie très explicitement, en Swahili, "Mobile Pesa", donc Paiement mobile.

## Usage
- Un Poysha = 1⁄100 d'un Taka (plus aucun en circulation)
- Un Paisa Indien = 1⁄100 d'une Roupie indienne  (seulement 50 Paisa indiennes sont concrètement valides mais aucune n'est actuellement en circulation)
- Un Paisa = 1⁄100 d'une Roupie népalaise  (plus aucun en circulation)
- Un Baisa = 1⁄1000 d'un Rial omanais
- Un Paisa = 1⁄100 d'une Roupie pakistanaise (officiellement démonétisé depuis le 1er octobre 2014)[6].

## Galerie

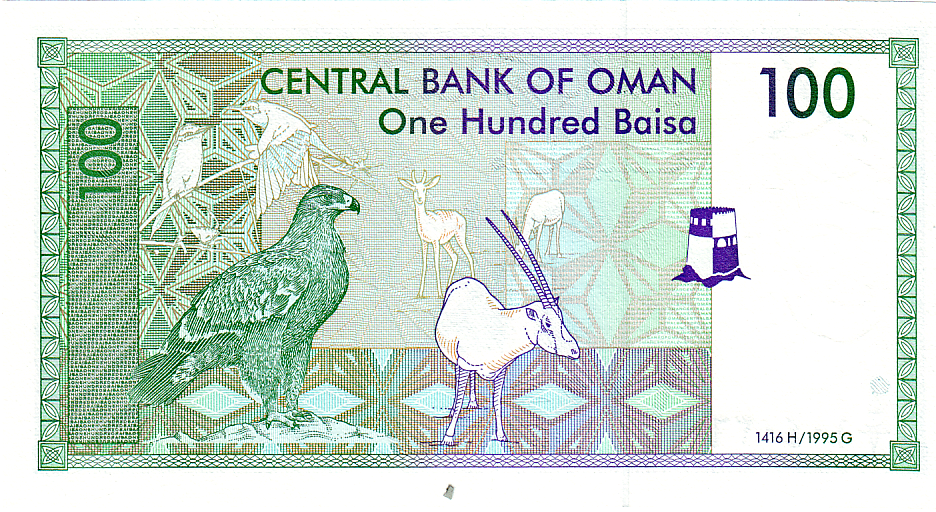
Un billet de 100 appelé Omani Baisa (verso du billet)
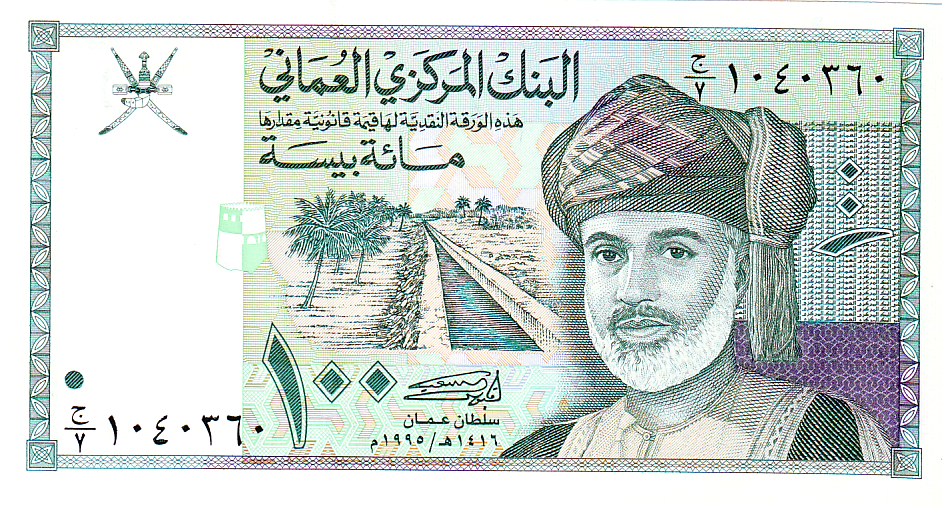
Un billet de 100 appelé Omani Baisa (1995)
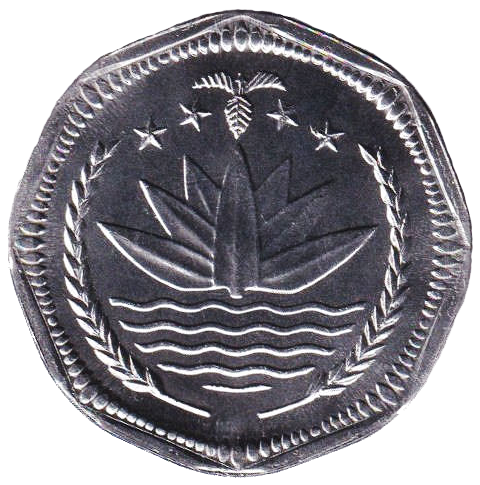
Une pièce de 50 Poysha Bangladeshi (2001)
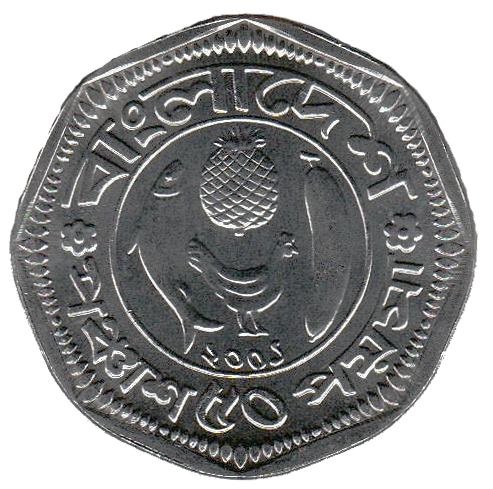
Une pièce de 50 Poysha Bangladeshi (2001, verso)